# Rickard Nerbe
Rickard "Rille" Nerbe, född den 15 juni 1980 på Södermalm i Stockholm, är en svensk journalist, programledare och radioproducent på Sveriges Radio. 
Han har tidigare arbetat med program som Christer i P3, P3 Live Session och Humorhimlen Lab, SR P3:s experimentverkstad för ny humor.. Nu är han producent för Lantzkampen i P1.
Han har också gjort flera uppmärksammade musikprogram och 2010 vann han Stora radiopriset för programmet Tyst för fan - historien om Ebba Grön. 